# Bereniké Haja csillagkép

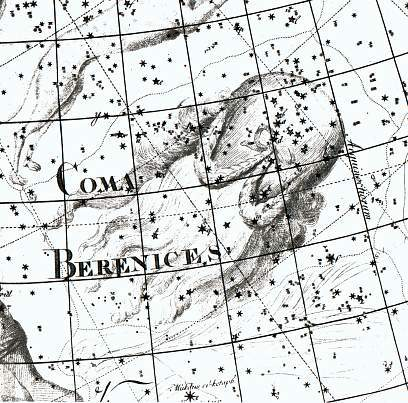
Bereniké haja csillagkép

A Bereniké Haja (latin: Coma Berenices) egy csillagkép.

## Jellemzői
Ez a csoport 40 tagból áll és valószínűleg egy csillagáramot (mozgási halmazt) képez. A Bereniké Haja csillagképben van az Északi Galaktikus Pólus (RA: 12h 51.42m; D: 27° 07.8′, epocha J2000.0) (a Tejútrendszer észak felé mutató forgástengelye).

## Csillagai
A csillagkép nem bővelkedik fényes csillagokban, egyikük sem éri el a 4,0 magnitúdós fényrendet.

A β Comae Berenices a csoport legfényesebb csillaga 4,26 magnitúdóval. Abszolút fényessége picit nagyobb, mint Napunké, így láthatjuk, hogyan látszana Napunk 27 fényév távolságból.
A második legfényesebb csillag az α Comae Berenices (Diadem), 4,32 magnitúdó fényrenddel. Ez az egyetlen csillag a konstellációban, melynek külön nevet adtak, ez képviseli a drágakövet Bereniké koronájában. Két, majdnem egyenlő fényességű csillagból álló kettős csillagrendszer. Mivel a rendszer pályasíkja közel van a látóirányunkhoz, sokáig fedési kettőscsillagnak gondolták, de ma úgy véljük, hogy a pályasík körülbelül 0.1°-kal hajlik a látóirányunkhoz képest, így a csillagai a Földről nézve nem fedik el egymást. 

Az utolsó negyedik fényrendű csillag a γ Coma Berenices 4,36 magnitúdóval.

### Változócsillagok
Több mint 200 változócsillag ismert a Coma Berenicesben, bár sokuk hűvös csillag.
- FK Comae Berenices: 8,14 és 8,33 magnitúdó fényesség között ingadozik 2,4 napon túli ciklussal, prototípusa az FK Comae Berenices típusú változócsillagoknak. Úgy vélik az FK Comae csillagok változékonyságát nagy, hűvös foltok okozzák a csillag forgó felszínén.
- FS Comae Berenices: Olyan félszabályos változócsillag, melynek fényessége 5,3 és 6,1 magnitúdó között ingadozik több, mint 58 napos ciklussal.
- R Comae Berenices: Olyan Mira típusú változócsillag, amely 7,1 és 14,6 magnitúdó fényesség között ingadozik, több mint 363 napos ciklussal.

Bereniké haja csillagkép

## Története
A Coma Berenicét az ókori görög idők óta külön csillagcsoportként ismerték.  Eratoszthenész "Ariadné Haja" és "Berenice Haja"-ként is hivatkozik rá.  Ptolemaiosz „hajfürt”-ként említette, mindazonáltal nem sorolta fel a 48 csillagkép között, amit az Oroszlán részének tekintett. A Coma Berenicét általában az Oroszlán farkán lévő bojtnak, néha a Szűz részének tekintették.
A 16. század folyamán néhány csillagtérkép felvázolt két új konstellációt, amely tartalmazta a Coma Berenicét is. Tycho Brahe, akiről általában feltételezik a csillagkép teremtését, határozott konstellációként jegyezte fel 1602-es csillagkatalógusában, és jelentette meg Johann Bayer 1603-as Uranometriájában.

### Mitológiai vonatkozásai
Bár a csillagkép egy modern konstelláció, egy elbűvölő legendával van kapcsolatban. Ez egyike a néhány csillagképnek (a Pajzzsal együtt), amely történelmi személyhez köthető, ebben az esetben II. Berenikéhez, Egyiptom királynéjához. Bereniké férje III. Ptolemaiosz Euergetész király (uralkodott i. e. 246 – i. e. 221), kinek vezetése alatt Alexandria fontos kulturális központ lett.
I. e. 243 körül a király egy veszélyes hadjáratot indított a szírek ellen, akik meggyilkolták nővérét, Berenice Phernophorust. II. Bereniké felajánlotta Aphrodité istennőnek híresen gyönyörű, hosszú haját – amire rendkívül büszke volt –, mert férje biztonságosan hazatért. Haját levágta és elhelyezte azt az istennő templomában.

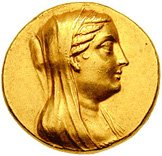
Bereniké, Egyiptom királynője

Másnap reggelre a haj eltűnt. Konón, az udvari csillagász, békíteni próbálta a dühös királyt és királynőt (és menteni a templomi papok életét). Bejelentette, hogy a felajánlás akkora örömöt okozott az istennőnek, hogy az égre helyezte azt. Megmutatta a csillagok egy csoportját, amit addig az Oroszlán farkának ismertek, ezt hívják azóta Bereniké Hajának. Kallimakhosz sem volt rest, és megverselte az eseményt Bereniké fürtje című elégiájában: a fürt patetikusan kesereg, amiért engednie kellett a vas, azaz az olló legyőzhetetlen erejének, s hogy szívesen térne vissza a királyné fejére még akkor is, ha ezzel megbontaná a csillagrendszert.

## Mélyég-objektumok

### Galaxishalmazok
A csillagkép tartalmazza a Virgo galaxishalmaz északi részét (mely ismert Coma-Virgo halmazként is). A halmaz közepe 52 millió fényévre található. A Virgo-szuperhalmaz szíve, mely egyesek szerint 1300 galaxist, mások szerint akár kétezret is tartalmazhat.
A Coma galaxishalmaz északra fekszik a Virgo-halmaztól. A halmaz 1000 nagyobb és körülbelül 30 000 kisebb galaxist tartalmaz. 1957-ből Fritz Zwickytől származó áttekintés alapján 29 951 darab 19,0 magnitúdónál fényesebb galaxist azonosítottak a Coma-halmazban. A halmaz központi tagja az Abell 1656 galaxishalmaz 305 millió fényév távolságban, középső régiójában két hatalmas elliptikus galaxissal, az NGC 4874-gyel és NGC 4889-cel. Mindkettő 13,0m fényrendű, a többi galaxis 15,0m vagy halványabb.
- A Coma-halmaz központi vidéke
- Szuperhalmazok a környezetünkben
- A Coma-halmaz helyzete

A csillagkép irányában található (középpontja 235 millió fényév) egy óriási, galaxishalmazok közti üres terület (intergalaktikus buborék).

### Galaxisok

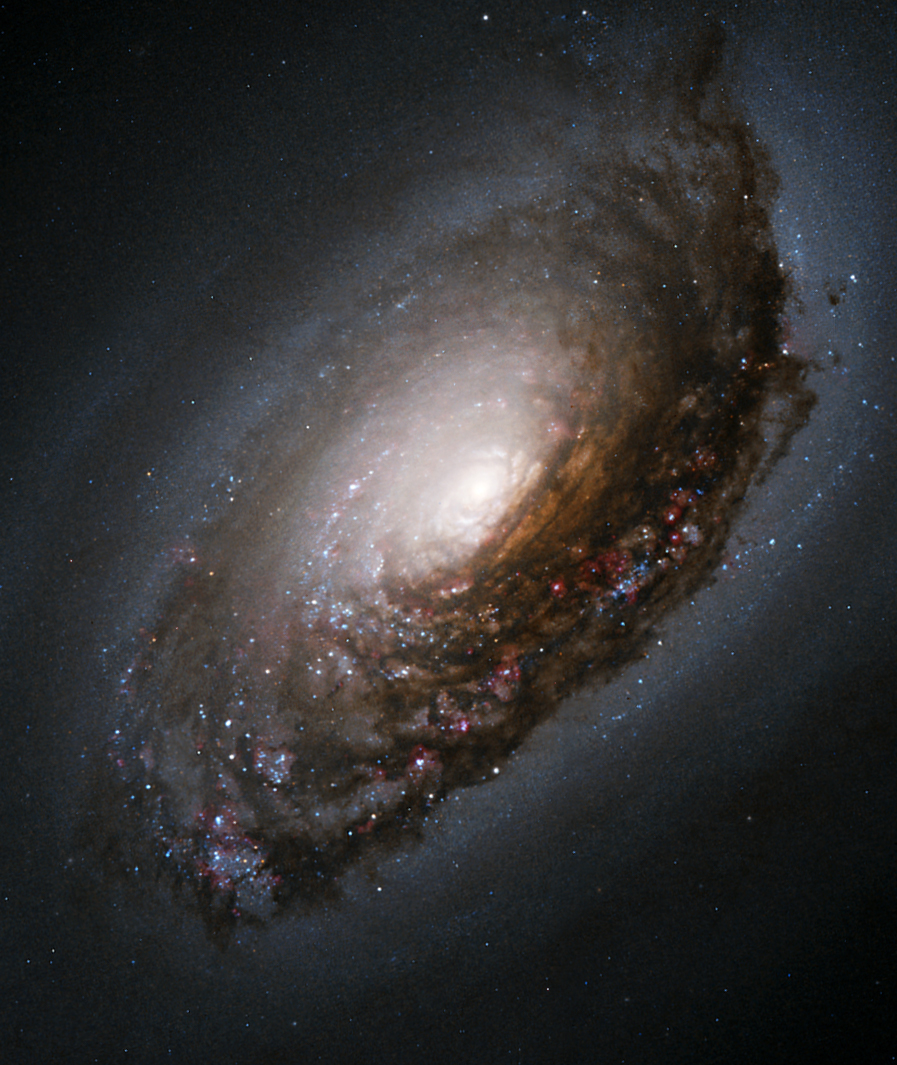
Messier 64, a Feketeszem-galaxis

- Messier 64 (NGC 4826) – Feketeszem-galaxis (spirális)
- Messier 85 (NGC 4382) – lentikuláris galaxis
- Messier 88 (NGC 4501) – spirálgalaxis
- Messier 91 (NGC 4548) – spirálgalaxis
- Messier 98 (NGC 4192) – spirálgalaxis
- Messier 99 (NGC 4254) – spirálgalaxis
- Messier 100 (NGC 4321) – spirálgalaxis
- NGC 4494 – elliptikus galaxis
- NGC 4559 – SBc horgas spirálgalaxis
- NGC 4565 – Tű-galaxis (spirális)
- NGC 4725 – SB típusú „Egykarú” spirálgalaxis
- NGC 4874 – elliptikus galaxis
- NGC 4889 – elliptikus galaxis

### Kvazár
PG 1247 +26° – a csillagkép legfényesebb kvazárja

### Gömbhalmazok
- Messier 53 (NGC 5024)
- NGC 4147
- NGC 5053

### Nyílthalmaz
- Melotte 111 (Collinder 256): a Nagy Medve-áram és a Hyadok után a negyedik legközelebbi csillaghalmaz, amely mozgási halmaz.[1]